# Леон Жуо
Лео́н Жуо́ (фр. Léon Jouhaux; 1 липня 1879, Париж — 28 квітня 1954, там само) — діяч французького і міжнародного профспілкового руху. Лауреат Нобелівської премії миру.

## Біографія і політична діяльність
В 1909-40 та 1945-47 секретар французької Загальної конфедерації праці (ВКТ). На початку 20 століття підтримував анархо- синдикалістські «ультраліві» гасла, в роки Першої світової війни 1914-18 став провідником політики «священного єднання» та співробітництва з буржуазією. Входив до складу французької делегації на Паризькій мирній конференції 1919-20. Був членом Міжнародного бюро праці при Лізі Націй. В 1919-40 один з лідерів Амстердамського інтернаціоналу профспілок. Противник Жовтневої соціалістичної революції і комуністичного руху. Виступав проти створення єдиного робітничого фронту. В 1947 році — один з організаторів розколу ВКТ і створення професійного об'єднання «Форс Уврієр», який Жуо намагався протиставити ВКТ. В 1947 Жуо був обраний головою Економічної ради Франції, в 1949 — голова Ради Європейського руху.
У 1951 році став лауреатом Нобелівської премія миру